# Elecciones provinciales de Misiones de 1983
Las elecciones generales de la provincia de Misiones de 1983 se realizaron el 30 de octubre del mencionado año con el objetivo de restaurar las instituciones democráticas constitucionales de la provincia después de más de siete años de la dictadura militar autodenonminada Proceso de Reorganización Nacional, y tuvieron lugar al mismo tiempo que las elecciones presidenciales y legislativas a nivel nacional. Misiones había sido la última provincia que realizó elecciones antes del golpe de Estado de 1976, en 1975.
La elección fue sumamente polarizada. Ricardo Barrios Arrechea, de la Unión Cívica Radical (UCR) y que ya había competido dos veces por la gobernación, obtuvo una estrecha victoria con exactamente la mitad de los votos más uno (119.853 votos contra 119.852 de todos los demás candidatos juntos). En segundo lugar quedó Julio César Humada, candidato del Partido Justicialista (PJ), con el 47.40% de los votos, sin que ninguno de los demás candidatos superara el 2%. En el plano legislativo, la UCR obtuvo mayoría absoluta con 21 de las 40 bancas, contra 19 del PJ, sin que los demás partidos pudieran acceder a la Cámara, siendo la primera legislatura puramente bipartidista desde las elecciones de 1955. Los cargos electos asumieron el 10 de diciembre de 1983, al mismo tiempo que las autoridades nacionales.
Arrechea no completó el mandato constitucional debido a que renunció el 17 de septiembre de 1987, tan solo tres meses antes, para asumir como Ministro de Salud y Acción Social en el gobierno de Raúl Alfonsín. Su vicegobernador, Luis María Cassoni, completó el mandato.

## Resultados

### Gobernador y Vicegobernador
|  | 50,00 % |

|  | 47,60 % |

|  | 1,77 % |

|  | 0,27 % |

|  | 0,24 % |

|  | 0,16 % |

|  | 0,16 % |

|  | 95,57 % |

|  | 3,82 % |

|  | 0,61 % |

|  | 100 % |

|  | 80,15 % |

### Cámara de Representantes
|  | 49,83 % |

|  | 47,23 % |

|  | 1,89 % |

|  | 0,32 % |

|  | 0,27 % |

|  | 0,20 % |

|  | 0,19 % |

|  | 0,06 % |

|  | 95,26 % |

|  | 3,85 % |

|  | 0,89 % |

|  | 100 % |

|  | 80,15 % |